# رد رش
رد رش (به انگلیسی: Road Rash) یک سری بازی ویدیویی رانندگی موتورسیکلت عرضه‌شده توسط الکترونیک آرتس است که در آن بازیکنان در مسابقات خیابانی خشن و غیرقانونی شرکت می‌کنند. این مجموعه در سگا جنسیس/مگا درایو آغاز و در طول سال‌ها، بر روی سیستم‌های گوناگون دیگر منتشر شد. عنوان بازی بر اساس اصطلاح عامیانه برای سائیدگی شدید است که در پی سقوط راننده موتورسیکلت، پوست وی با سرعت بالا با زمین تماس پیدا می‌کند.
شش بازی در این مجموعه از سال ۱۹۹۱ تا ۲۰۰۰ منتشر و یک نسخه هم برای گیم بوی ادونس عرضه شد. سه‌گانه عرضه‌شده در سگا جنسیس، دوباره در مجموعه‌ای با نام EA Replay، برای پی‌اس‌پی منتشر شد. از این مجموعه تا سال ۱۹۹۸، ۳ میلیون بازی فروخته‌شد.